# L'Insigne de la honte
Pour plus de détails, voir Fiche technique et Distribution.
L'Insigne de la honte (The Glass Shield) est un film américain réalisé par Charles Burnett, sorti en 1994.

## Synopsis
J.J. Johnson est un jeune policier noir travaillant au Los Angeles Sheriff Department. À cause de son inexpérience et de sa couleur de peau, des tensions apparaissent avec ses collègues blancs.

## Fiche technique
- Titre : L'Insigne de la honte
- Titre original : The Glass Shield
- Réalisation : Charles Burnett
- Scénario : Charles Burnett, John Eddie Johnson et Ned Welsh
- Musique : Stephen James Taylor
- Photographie : Elliot Davis
- Montage : Curtiss Clayton
- Production : Thomas S. Byrnes et Carolyn Schroeder
- Société de production : CiBy 2000 et Miramax
- Société de distribution : CiBy 2000 (France) et Miramax (États-Unis)
- Pays de production :  États-Unis et  France
- Genre : policier et drame
- Durée : 109 minutes
- Dates de sortie : 
  - Suisse : août 1994 (Festival international du film de Locarno)
  - États-Unis : 2 juin 1995
  - France : 1er mai 1996

## Distribution
- Erich Anderson : le procureur de district Ira Kern
- Richard Anderson : Clarence Massey
- Michael Boatman : J.J. Johnson
- Ernie Lee Banks : M. Woods
- Jean Hubbard-Boone : Mme. Woods
- Bernie Casey : James Locket
- Linden Chiles : le sergent Berry Foster
- Victor Contreras : M. Cruz
- Wanda De Jesus : Carmen Munoz
- Marcia del Mar : Mme. Cruz
- Victoria Dillard : Barbara Simms
- Jim Fitzpatrick : Jim Ryan
- Patricia Forte : Mme. Marshall
- Elliott Gould : Greenspan
- Michael Gregory : Roy Bush
- Jim Hardie : l'enquêteur en assurances Robert Hill
- Don Harvey : Jack Bono
- Tommy Redmond Hicks : le révérend Banks
- Ice Cube : Teddy Woods
- James Ingersoll : Foreman
- Michael Ironside : le détective Gene Baker
- Kyle Scott Jackson : M. Marshall
- Kimble Jemison : Buddy Johnson
- Richard Kuss : le juge Speck
- Joanne K. Liebeler : Jane Baker
- David McKnight : M. Harold Johnson
- Natalija Nogulich : la juge Helen Lewis
- Lori Petty : Deborah Fields
- Sy Richardson : M. Taylor
- Al Rodrigo : Rodrigo
- José Ramón Rosario : l'interprète Castro
- Lee Ryan : l'enquêteur en assurances George Beaten
- Greta Sesheta : Joyce
- Corbin Timbrook : Kurt Smith
- Donnice Wilson : Mme. Johnson
- Gary Wood : le sergent Chuck Gilmore

## Production
Le film a disposé d'un petit budget de production inférieur à 5 millions de dollars.